# 교원그룹
교원그룹(敎元-)은 1985년 장평순과 이정자가 설립한 대한민국의 기업집단이다.

## 경력
- (주)교원L&C 웰스정수기 KSSQI 1위 수상(한국표준협회 주관)
- (주)교원구몬 KCSI(7회), NBCI(2년 연속) 학습지 부문 각각 1위
- (주)교원 여성소비자가 뽑은 좋은 기업 1위(11년 연속)
- 여성 소비자가 뽑은 좋은기업대상 10년 연속 1위
- 제21회 책의 날 옥관 문화훈장 수상
- 교원, 프랑스 Livres Hebdo세계 출판사 순위 41위 선정
- 프랑크푸르트 국제도서전 대통령 표창 수상
- 대한민국 마케팅 대상 2개 부문 명품상 수상
- 한국 표준협회 선정 한국서비스대상 5년 연속 수상
- 제18회 책의 날 대통령 표창 수상
- 대한민국 교육브랜드대상 수상
- 월간조선 선정 '한국의 50대 우량기업' (주)교원 4위
- 공문교육연구원(주) (현 교원구몬) 24위
- 한국잡지협회 선정 2000년 우수잡지 '과학소년'선정
- 1999년 제13회 책의 날 국무총리 표창 수상

- 도요새중국어,도요새잉글리시 등 많은 학습프로그램 개발
- 1985년 ㈜교원(舊 중앙교육연구원) 창립
- 1986년 ‘중앙완전학습’ 창간
- 1987년 최초 전집 ‘저요저요’ 출시
- 1988년 ㈜교원아카데미(舊 ㈜중앙아카데미) 설립
- 1990년 공문교육연구원㈜ 설립(現 ㈜교원구몬), 구몬학습 창간
- 1991년 ㈜교원교육(舊 교원) 설립, 빨간펜 창간, 잡지 ‘과학소년’ 창간
- 1995년 구몬빌딩 입주
- 1996년 ㈜교원여행 설립
- 1999년 제 1회 구몬학습 연구대회 개최, 제 1회 구몬수학 인정테스트 개최
- 2000년 교원연수원 도고 개장
- 2001년 사회공헌 ‘인연을 맺어요 사랑을 나눠요’ 캠페인 시작
- 2003년 스위트호텔 제주 개장, 비전센터 가평 개장, 교원 Wells 정수기, 교원 WOW 비데 출시
- 2004년 제 18회 책의 날 대통령 표창 수상, 스위트호텔 낙산 개장
- 2005년 성수물류센터 준공, 교원 교원교육 교원아카데미 3사 합병[2]
- 2006년 드림센터 경주 개장
- 2007년 장평순 회장, 21회 책의 날 옥관 문화훈장 수훈
- 2008년 VISION 2015 및 CI 선포, 스위트호텔 경주 개장
- 2009년 ㈜교원 하이퍼센트 인수
- 2010년 교원 내외빌딩으로 본사 이전
- 2011년 ㈜교원 라이프 설립, 상조서비스 ‘물망초’ 브랜드 론칭, 수학 공부방 ‘빨간펜 수학의 달인’ 론칭
- 2012년 공동설립자인 이정자 부회장 축출, 스위트호텔 남원 개장,‘인성리더십’ 캠페인 시작
- 2013년 핵심가치 ‘교원 Way’ 선포
- 2014년 ‘바른인성교재’ 발행 및 서울시 초등학교 배포, ㈜교원, 여성소비자가 뽑은 좋은 기업대상 16년 연속 수상, 교원구몬 25주년 기념 제16회 구몬학습 연구대회
- 2020년에 'LIVE Q 퀴즈쇼'를 만듬 진행자:큐깨비,QJ킹
- 2021년 'LIVE Q 퀴즈쇼'진행자 QJ킹 퇴직, 새로운 QJ킹 선임.
- 2021년 '아이캔두'론칭. 2022년 1월부터 1~4학년 빨간펜 가입 중단 및 아이캔두 시행.
- 2021년 'LIVE Q 퀴즈쇼'진행자 큐깨비 아이캔두 퀴즈쇼로 이동. 따라서 1~4학년 큐깨비, 5~6학년 QJ킹이 진행을 맡음.
- 2021년 1월 교원그룹, 'KRT여행사' 전격 인수.
- 2022년 5월 '교원KRT'를 '교원투어'로 사명 변경.

## 같이 보기
- 구몬학습